# Obstreljevanje kolone civilistov v Irpinu
6. marca 2022 so ruske oborožene sile od 9.30 do 14. ure po lokalnem času zaradi bližine ukrajinskega topniškega položaja večkrat obstreljevale križišče v Irpinu, ki ga je na stotine civilistov uporabljalo za pobeg v Kijev. Ubili so osem ukrajinskih civilistov. Human Rights Watch je trdil, da je ruska vojska izvedla nezakonit in nesorazmeren napad. Incident je bil del napada na Irpin med rusko invazijo na Ukrajino leta 2022.

## Potek
6. marca 2022 se je na križišču na cesti P30 v bližini ukrajinske pravoslavne cerkve sv. Jurija, južno od mostu nahajalo na stotine civilistov. Civilni prebivalci so bežali pred napredovanjem ruske vojske na severu Ukrajine, od Irpina proti Kijevu. Na križišču pri mostu je bilo tudi približno ducat ukrajinskih vojakov, nekateri so civilistom pomagali prenašati prtljago in otroke. Ukrajinsko topništvo je izstreljevalo s položajev, od mostu oddaljenih približno 180 metrov. O začasni prekinitvi ognja ali humanitarnem koridorju med stranema ni bilo sklenjenih nobenih dogovorov.
Novinarji The New York Timesa in samostojni novinarji so na kraju dogodka poročali, da je ruska vojska več ur bombardirala križišče. Rusi so na območje izstrelili izstrelke, pri čemer so izstrelki zadeli križišče ali okolico vsakih 10 minut, in pri tem po poročanjih ukrajinskih oblasti ubili najmanj osem civilistov.
Med žrtvami je bila skupina štirih, med njimi dva otroka, ki so bili ubiti zaradi minometnega obstreljevanja.
Po poročanju Human Rights Watcha je možno, da so izstrelke "opazovali" Rusi, ki bi potem lahko prilagodili kraj obstreljevanja. Namesto tega so se lotili dolgotrajnega obstreljevanja križišča, ki so ga uporabljali civilisti, kar kaže na "možno nepremišljenost ali premišljenost" z njihove strani. Ponavljajoča se narava napadov kaže, da so ruske sile "po mednarodnem humanitarnem pravu kršile svoje obveznosti, da ne izvajajo neselektivnih ali nesorazmernih napadov, ki škodujejo civilistom, in niso sprejele vseh izvedljivih ukrepov, da bi se izognili civilnim žrtvam."
Humans Right Watch je tudi navedla, da so ukrajinske sile "obvezne sprejeti vse možne previdnostne ukrepe, da bi se izognili ali zmanjšali škodo civilistom", kot je vzdržati se bojevanja na naseljenih območjih.